# Lyssa kolzenbergi
Lyssa kolzenbergi är en fjärilsart som beskrevs av Pfeiffer 1925. Lyssa kolzenbergi ingår i släktet Lyssa och familjen Uraniidae. Inga underarter finns listade i Catalogue of Life.